# Vira, Ariège
Vira är en kommun i departementet Ariège i regionen Occitanien i södra Frankrike. Kommunen ligger  i kantonen Varilhes som ligger i arrondissementet Pamiers. År 2022 hade Vira 158 invånare.

## Befolkningsutveckling
Antalet invånare i kommunen Vira
Referens: INSEE